# Elisabethkirche (Limbach (Kirkel))

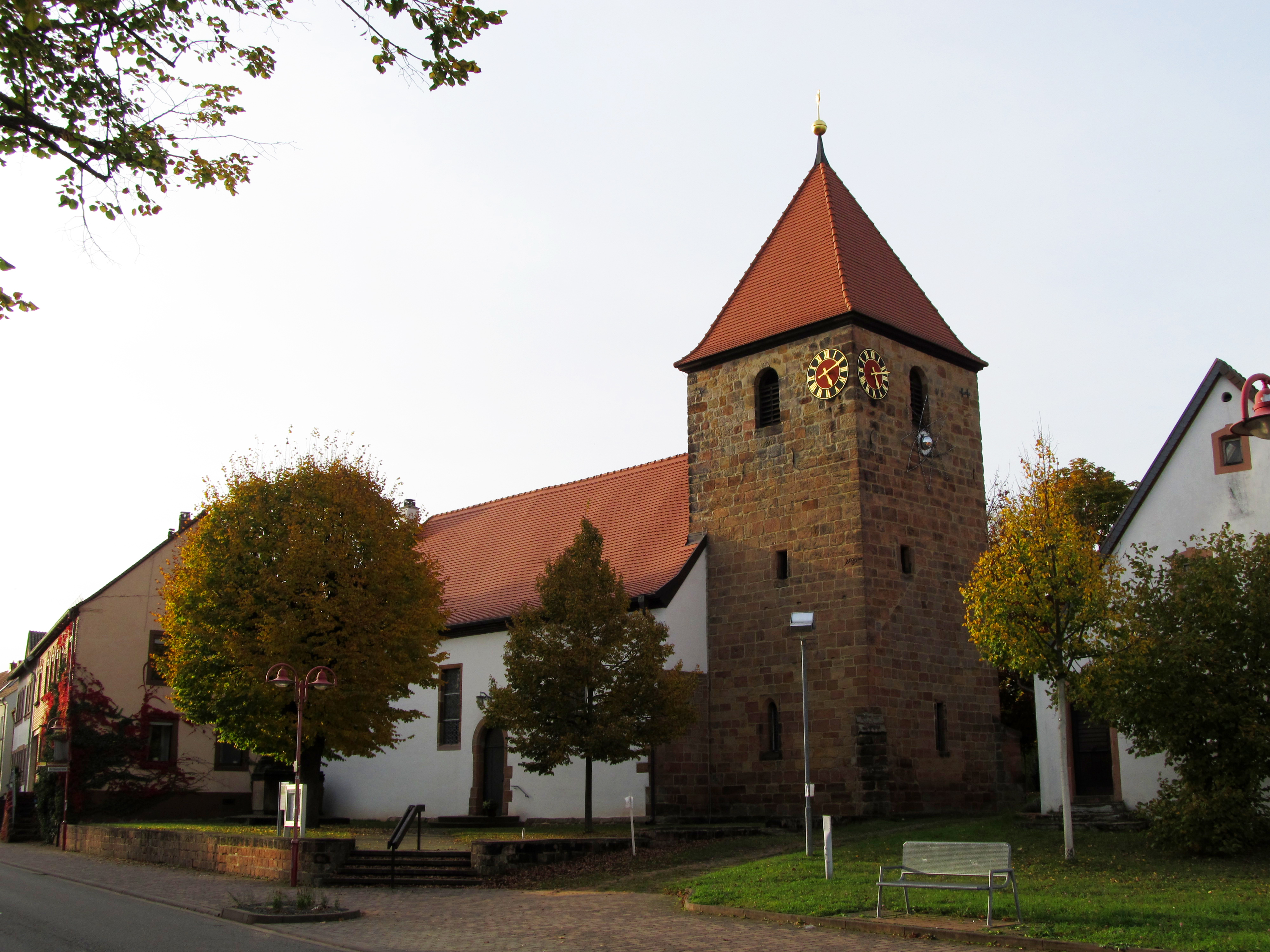
Die Elisabethkirche in Limbach

Die Elisabethkirche ist eine protestantische Kirche im saarländischen Limbach, einem Ortsteil der Gemeinde Kirkel. Das Gotteshaus ist Pfarrkirche der Protestantischen Kirchengemeinde Limbach-Altstadt im Dekanat Homburg der Evangelischen Kirche der Pfalz. Die Kirche ist in der Denkmalliste des Saarlandes als Einzeldenkmal aufgeführt.

## Geschichte

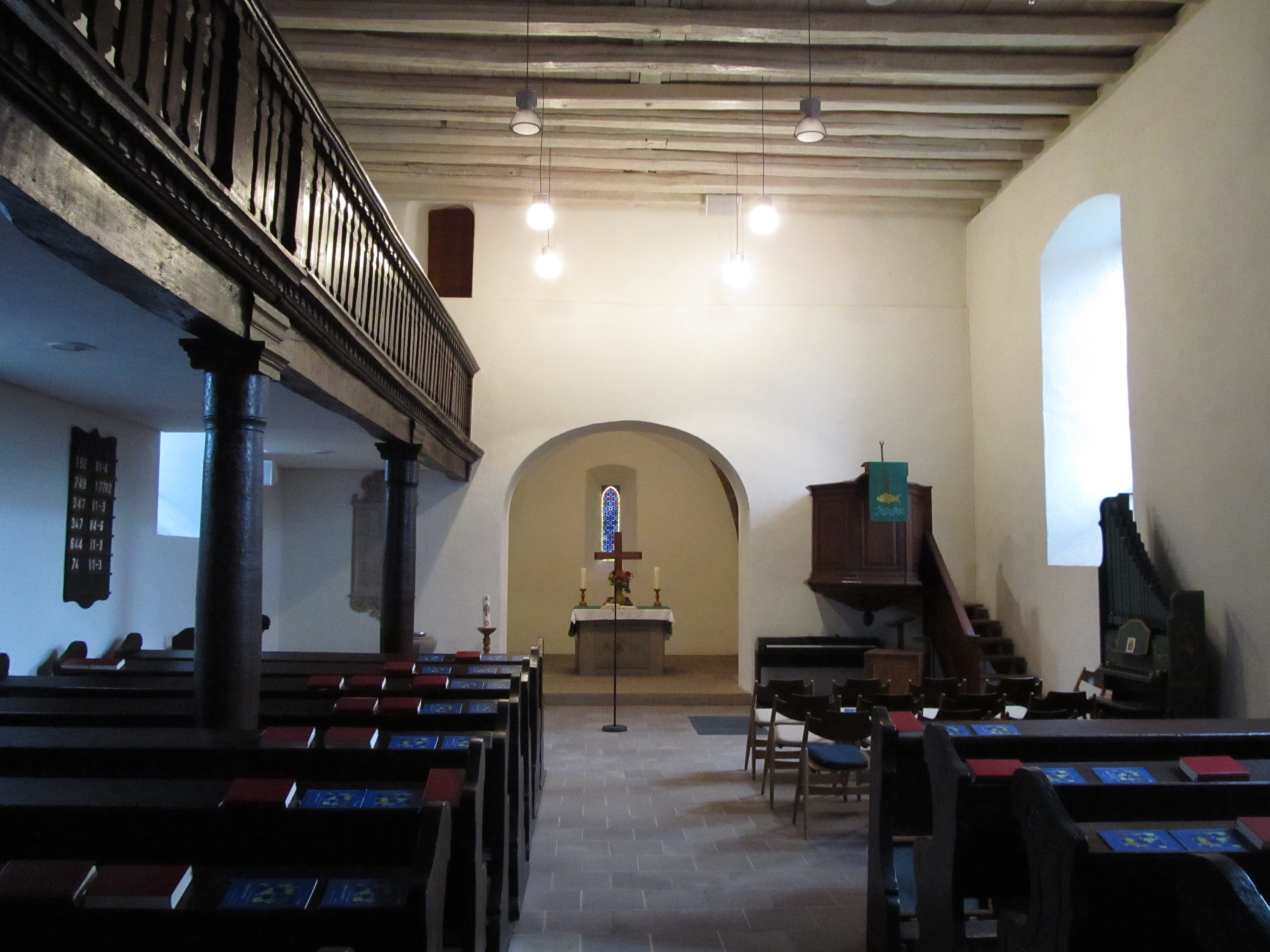
Innenraum nach Osten

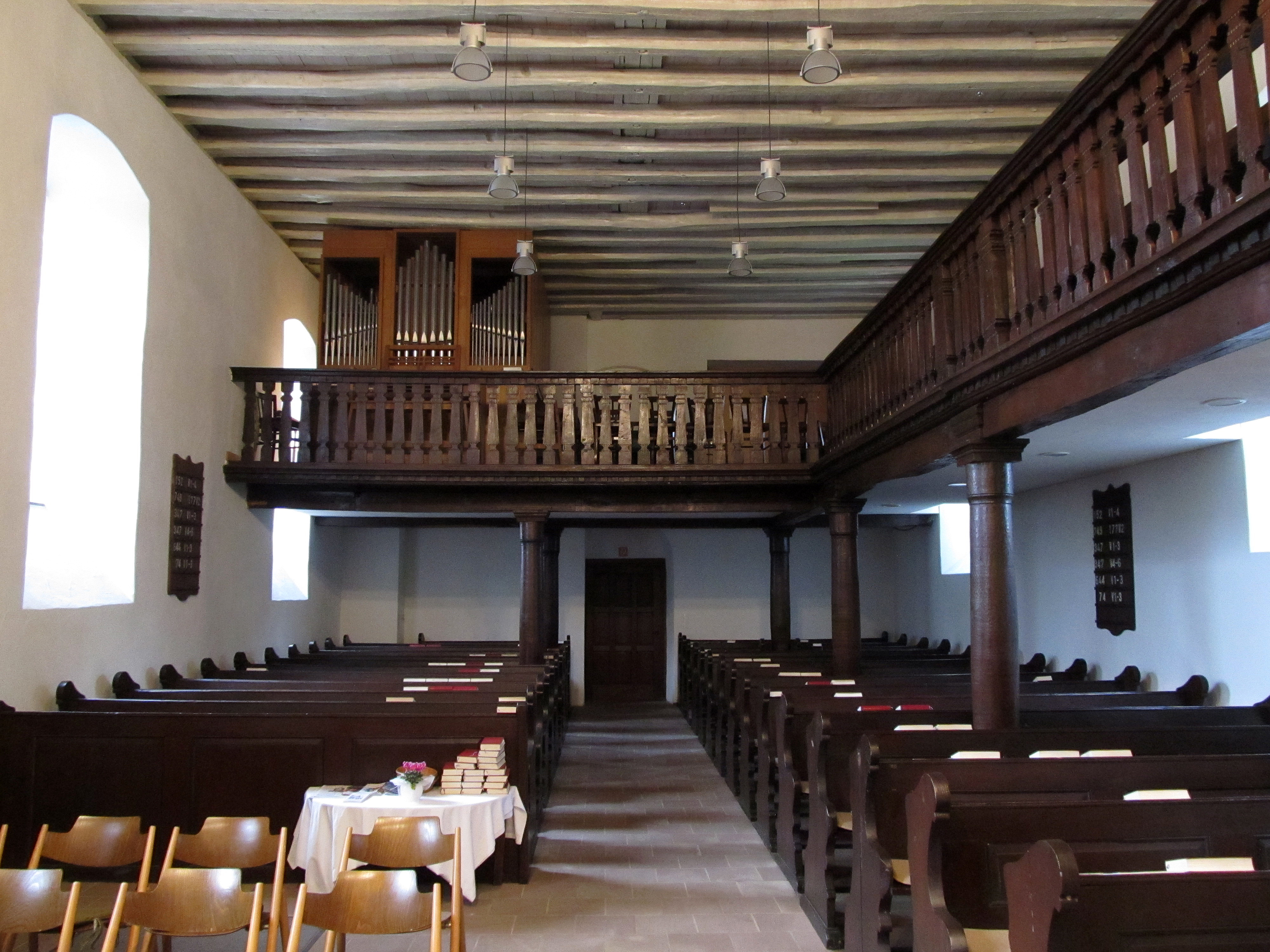
Innenraum nach Westen

Eine um 1250 erbaute Kapelle diente lange als Filialkirche der aus dem 9. Jahrhundert stammenden Mutterkirche St. Martin und befand sich in der alten Dorfstatt „Lympach“ (heute Altstadt) im Bereich des heutigen Friedhofs. Die Kapelle, die aus einer Stiftung der Gräfin Loretta von Saarbrücken und ihres Vettern und Lehensmann Johann I. von Kirkel hervorging, war der bereits 1235 heiliggesprochenen Landgräfin Elisabeth von Thüringen gewidmet.
1533 wurde im Herzogtum Pfalz-Zweibrücken, zu dem Limbach damals gehörte, die Reformation eingeführt.
Ältester Teil der Kirche ist das Untergeschoss des heutigen Chorturms aus dem 13. Jahrhundert. 1721–25 erbaute man ein neues Kirchenschiff, und 1771 erfolgte seine barocke Erweiterung nach Westen hin nach Plänen des Architekten Philipp Heinrich Hellermann, verbunden mit der Verlegung des Eingangsportals von der West- auf die Südseite. 1826 fand eine Restaurierung statt, bei der im Laufe der Zeit angehäufte Kriegsschäden an und in der Kirche beseitigt wurden. 1922–24, im Rahmen einer neuerlichen Restaurierung, fügte man auch einen Treppenanbau im Westen hinzu. Die Zerstörung im Zweiten Weltkrieg führte 1964 zum Wiederaufbau nach Plänen des Architekten Erhard Roland (Kirkel-Limbach). Weitere Restaurierungsmaßnahmen fanden 1980 und 2005 statt, letztere unter Leitung des Architekten Gunther Urban Ecker (Bexbach).

## Ausstattung
Von der Inneneinrichtung des Neubaus aus dem 18. Jahrhundert erhielt sich nur eine Bank mit geschnitzter Randrille im Seitenteil. Im Zuge der Restaurierungsmaßnahmen von 1826 kamen eine neue Kanzel, eine Empore im klassizistischen Stil, ein hölzerner Altar, ein Pfarrstuhl sowie neue Bänke hinzu, die nach dem Muster der Bank aus dem 18. Jahrhundert angefertigt wurden.

## Orgel
1846 erfolgte der Bau einer Orgel durch Carl Wagner (Kirrweiler/Kaiserslautern). 1922 wurde eine neue Orgel durch das Orgelbauunternehmen G. F. Steinmeyer & Co. geliefert. Die heutige Orgel baute 1968 das Orgelbauunternehmen G. F. Steinmeyer (Oettingen in Bayern) als opus 2196. Das auf einer Empore aufgestellte Instrument mit eingebautem Spielschrank verfügt über 15 Register, verteilt auf 2 Manuale und Pedal, sowie mechanische Schleifladen.
| I Hauptwerk C–g3 |              |       |
| 1.               | Rohrflöte    | 8′    |
| 2.               | Principal    | 4′    |
| 3.               | Kleingedackt | 4′    |
| 4.               | Spitzoctave  | 2′    |
| 5.               | Mixtur 5f.   | 1 ⁄3′ |
| 6.               | Trompete     | 8′    |

| II Hinterwerk C–g3 |                 |    |
| 7.                 | Gedackt         | 8′ |
| 8.                 | Koppelflöte     | 4′ |
| 9.                 | Principal       | 2′ |
| 10.                | Sesquialter 2f. |    |
| 11.                | Scharff 4f.     | 1′ |
|                    | Tremulant       |    |

| Pedal C–f1 |               |
| 12.        | Subbass 16′   |
| 13.        | Oktavbass 8′  |
| 14.        | Choralbass 4′ |
| 15.        | Posaune 16′   |

- Koppeln: II/I, I/P, II/P

## Glocken

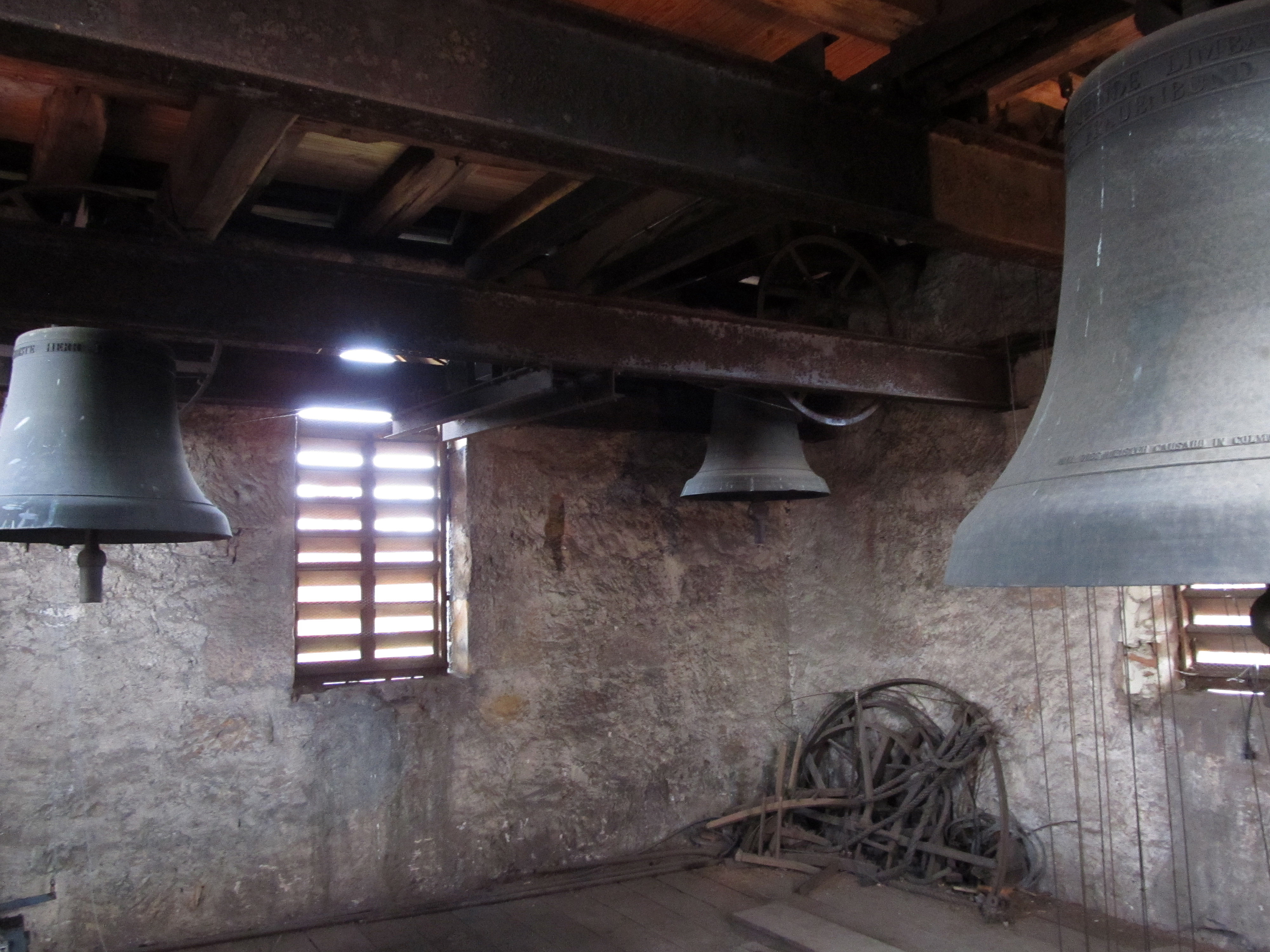
Die drei Glocken der Kirche

Im Turm der Elisabethkirche befinden sich seit 1955 drei Glocken, die in verschiedenen Positionen an geraden Stahljochen hängen. Sie besitzen die Disposition f'-as'-c". Die kleinste Glocke wurde 1923 von der Gießerei Pfeiffer (Kaiserslautern) gegossen; während des Zweiten Weltkrieges abgenommen, gab man sie nach dem Krieg wieder zurück. Als Ergänzung dienen seit 1952 zwei größere Glocken der französischen Glockengießerei Causard (Colmar).
Die Namen und Inschriften der Glocken lauten wie folgt:
| Nr. | Name           | Ton | Durchmesser (cm) | Inschrift |
| 1   | Glaubensglocke | f′  | 104,5            | „SEID FRÖHLICH IN HOFFNUNG. GEDULDIG IN TRÜBSAL. HALTET AN AM GEBET. RÖMER. 12:12 + EIGENTUM DER EV. KIRCHENGEMEINDE LIMBACH + BESCHAFFT DURCH DEN EVANG. FRAUENBUND + MICH GOSS MEISTER CAUSARD IN COLMAR IM JAHRE 1952“ |
| 2   | Friedensglocke | as′ | 91,2             | „+ CHRISTE HERR DER HERRLICHKEIT KOMM MIT DEINEM FRIEDEN + MICH GOSS MEISTER CAUSARD IN COLMAR“ |
| 3   | Lutherglocke   | c′′ | 72,6             | „+ Aus tiefster Not schrei ich zu Dir. + Luther. Eigentum der prot. Kirchengemeinde Limbach. + Mich goß Joh. Gg. Pfeifer in Kaiserslautern im Jahr 1923. + + No. 2819 +“                                                  |